# Miguel Avramovic
Miguel Boris Avramovic (Buenos Aires, 18 de julio de 1981) es un jugador de rugby argentino. Actualmente en Sporting Union Agen en el que juega como centro o zaguero.

## Carrera deportiva
En 1998 empezó a jugar para el club Alumni en el puesto de full back.
Integró el equipo de jugadores de Pumitas M19 y Pumas 21, Selección de Buenos Aires y de la Selección nacional. 
Luego de completar su carrera de medicina en Buenos Aires y obtener su título, en 2006 dejó el rugby amateur para ser profesional. 
Fue integrante de Worcester Warriors de 2006 a 2007. Luego fue integrante del club Montauban de Francia. 
Hasta junio de 2010, jugó 17 partidos con Los Pumas y Jugó 3 Cups con "Argentina A".
Fue convocado para jugar con los Barbarians Franceses en 2009.

## Trayectoria
- Selección de Menores (2000) (Mundial de Francia)

- Selección Menores de Buenos Aires (2000-2001)

- Seleccionado M 21             (2001-2002) (Mundial Australia 2001) (Mundial Sudáfrica 2002)

- Asociación Alumni             (1998-2006)

- Seleccionado Argentina A      (2004-2006)

- Selección nacional  (2004-2010)

- Selección mayor de Buenos Aires (2003-2006)

- Worcester Rugby Football Club (Inglaterra)  (2006-2007)

- Union Sportive Montauban (Francia, Top 14)  (2007-2009)

- Barbarians franceses  (2009)(Barbarians franceses y Presidents XV - 22 de marzo de 2009)

- Pampas XV (2009-2010)

- Sporting Union Agen (Francia, Top 14)

## Selección Argentina
Miguel Avramovic jugó su primer partido de internacional con la Selección mayor nacional el 23 de abril de 2005 en un partido contra Japón. 
Disputó 17 partidos y convirtió 7 tries.
- Campeón Sudamericano con los Pumitas M19
- Campeón Sudamericano con los Pumitas M21
- Campeón del Seven de Taragüi con los Pumas
- Bicampeón Sudamericano con los Pumas
- Subcampeón Churchill Cup con Argentina A (Canadá, 2006)

## URBA
- Campeón del Seven de M19 (URBA).
- Campeón del Campeonato Argentino M21 Seleccionado de Buenos Aires.
- Campeón del torneo de la URBA con Alumni.
- Subcampeón del Campeonato de la URBA con Alumni.
- Campeón del Seven de Daom con Alumni.
- Campeón del Seven de Concepción del Uruguay con Alumni.
- Campeón del Seven de la República Argentina con la Selección de Buenos Aires.
- Campeón del Campeonato Argentino con la Selección mayor de Buenos Aires.

## Palmarés
- Distinguido por los Premios Jorge Newbery por su Labor Rugbística año 2004.
- Elegido mejor jugador de Rugby por el Partido de Pilar.